# Alexander Alexandrowitsch Kaljagin

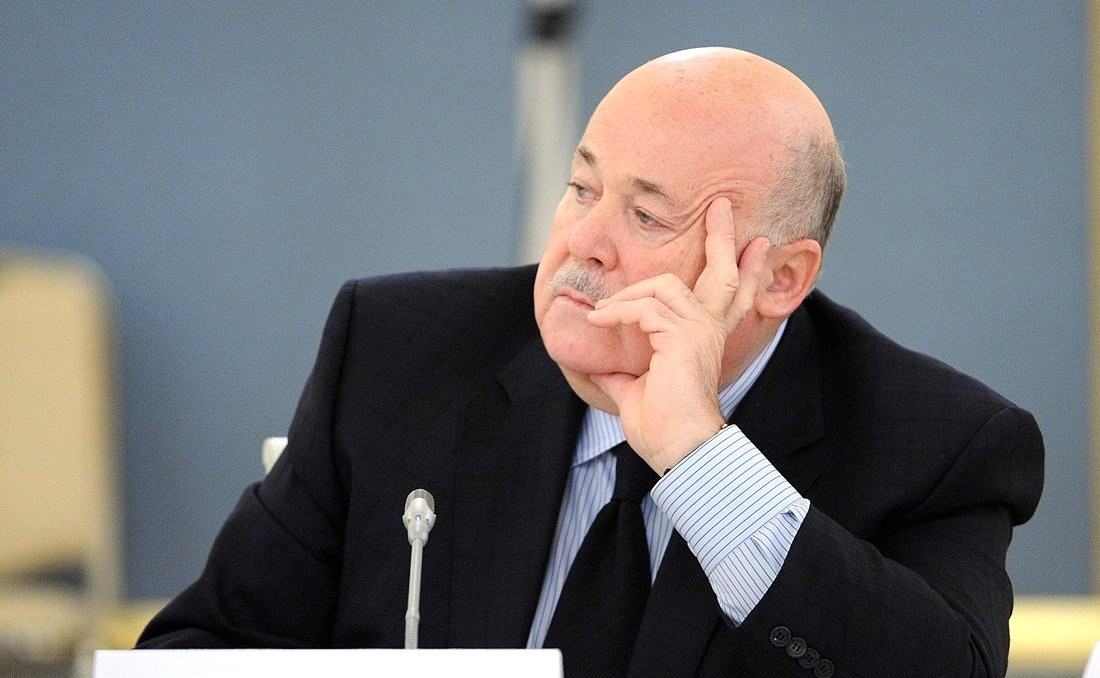
Alexander Kaljagin (2013)

Alexander Alexandrowitsch Kaljagin (russisch Александр Александрович Калягин; * 25. Mai 1942 in Malmysch, RSFSR, UdSSR) ist ein sowjetischer bzw. russischer Schauspieler und Regisseur für Theater und Film.

## Leben und Leistungen
Alexander Kaljagins Vater Alexander Iwanowitsch Kaljagin (1895–1942), der kurz nach der Geburt seines Sohnes starb, war Dekan einer Fakultät für Geschichtswissenschaften. Seine Mutter Julia Mironowna, geb. Seidemann (1901–1972), eine Schwester von Esfir Konjus, unterrichtete Französisch; sie beherrschte insgesamt fünf Sprachen. Alexander war das einzige Kind des Paares.
Obwohl sich Kaljagin schon als Kind für eine künstlerische Laufbahn interessierte, absolvierte er zunächst eine Lehre als Krankenpfleger und arbeitete zwei Jahre in diesem Beruf, ehe er sich an der Schtschukin-Theaterhochschule zum Schauspieler ausbilden ließ. Seit seinem Abschluss im Jahr 1965 war er an verschiedenen Bühnen beschäftigt, u. a. am Taganka-Theater (1965–1967), dem Tschechow-Kunsttheater Moskau (1972–1987) und seit 1993 am von ihm geleiteten Et cetera. Als Theaterregisseur inszenierte Kaljagin bereits in den 80er Jahren in Frankreich, den USA und der Türkei.
Sein Filmdebüt gab Kaljagin 1967 in der Filmbiografie Николай Бауман (Nikolai Bauman). Er spielte in den darauf folgenden Jahren wiederholt historische und literarische Rollen, darunter Franz Schubert, Gioachino Rossini, Lenin sowie in Märchen in der Nacht erzählt den Holländer-Michel und in Тартюф (dt.: Tartüff, 1989) den Orgon. Seine Filmografie umfasst über 100 Werke, darunter auch drei Regiearbeiten.
Er war außerdem an zwei Hörspielen beteiligt.

## Familie
Kaljagin ist in zweiter Ehe mit der Schauspielerin Jewgenia Konstantinowna Gluschenko, Trägerin des Titels Verdiente Künstlerin Russlands, verheiratet, an deren Seite er u. a. in Unvollendete Partitur für ein mechanisches Klavier zu sehen war. Der Verbindung entstammt der in Moskau lebende Sohn Denis. Aus erster Ehe hat Kaljagin außerdem eine Tochter namens Xenia, die in den USA lebt, wo auch Denis  zeitweise zur Schule ging. Kaljagin hat ferner ein Enkelkind.

## Politik
Alexander Kaljagin trat 2003 der Partei Einiges Russland bei. Ab 2006 war er auf Erlass Wladimir Putins hin zeitweise Mitglied der Gesellschaftlichen Kammer der Russischen Föderation (OP RF).

## Ehrungen
Alexander Kaljagin erhielt zahlreiche Auszeichnungen, so wurde er u. a. 1978 Verdienter Künstler der RSFSR und 5 Jahre später Volkskünstler der RSFSR. 1981 und 1983 erhielt er den Staatspreis der UdSSR.
1996 wurde er ferner zum Vorsitzenden der Vereinigung der Theaterschaffenden der Russischen Föderation (rus.: Союз театральных деятелей Российской Федерации) gewählt.
Die TASS würdigte Kaljagin in einem Beitrag als „hervorragenden russischen Schauspieler und Regisseur“.

## Filmografie (Auswahl)
- 1973: Der schwarze Prinz (Tschjorny prinz)
- 1974: Der Alltag der Ärztin Kalinnikowa (Kaschdy den doktora Kalinnikowoi)
- 1974: Verraten und verkauft (Swoi sredi tschuschich, tschuschoi sredi swoich)
- 1975: Jarosław Dąbrowski
- 1976: Das Wunder mit den Zöpfchen (Tschudo s kositschkami)
- 1976: Sklavin der Liebe (Raba ljubwi)
- 1977: Die Prinzessin auf der Erbse (Prinzessa na goroschine)
- 1977: Leben und Tod des Ferdinand Luce (Schisn i smert Ferdinanda Ljusa)
- 1977: Mit gebrochenen Schwingen (Podranki)
- 1977: Unvollendete Partitur für ein mechanisches Klavier (Neokontschennaja pjesa dlja mechanitscheskogo pianino)
- 1978: Verwirrung der Gefühle (Smjatenije tschuwstw)
- 1981: Agonia – Rasputin, Gott und Satan (Agonija) (Stimme)
- 1981: Märchen in der Nacht erzählt (Skaska, rasskasannaja notschju)
- 1982: Vor verschlossener Tür (Pered sakrytoi dwerju)
- 1984: Park
- 1989: Lisistrata (Komedija o Lisistrate)
- 1993: Ivan und Abraham (Ja Iwan, ty Abram)
- 2003: Foto